# Tenpyō
Tenpyō fu un periodo Giapponese dopo il periodo Jinki e prima del periodo Tenpyō-kanpō.  Questo periodo inizia nel 729 e finisce nel 749. L'imperatore regnante era Shōmu-tennō (聖武天皇).

## Il cambio di era
- 729 Tenpyō gannen (天平元年): Il nuovo nome dell'era fu creato per segnare uno o una serie di eventi. L'era precedente era finita e la nuova cominciò nel Jinki 6, il quinto giorno dell'ottavo mese del 729.

## Eventi dell'era Tenpyō
- 740 (Tenpyō 12): La capitale si sposta a Kuni-kyō.
- 741 (Tenpyō 13): L'Imperatore prevede la fondazione, su scala nazionale, dei templi di provincia. I templi di provincia ("kokubunji") e i conventi di provincia ("kokubunniji") sono stati istituiti in tutto il paese.
- 743 (Tenpyō 15): L'imperatore pubblica un rescritto per costruire il Daibutsu (Grande Buddha), dopo essere completato e piazzato al Tōdai-ji, a Nara.